# Renčišov
Renčišov est un village de Slovaquie situé dans la région de Prešov.

## Histoire
Première mention écrite du village en 1389.

## Démographie

### Évolution de la population
| Année:               | 1994. | 2004.   | 2014.   | 2024.   |
| -------------------- | ----- | ------- | ------- | ------- |
| Nombre de personnes: | 184   | 178     | 172     | 171     |
| Différence:          |       | -3,26 % | -3,37 % | -0,58 % |

| Année:               | 2023. | 2024.   |
| -------------------- | ----- | ------- |
| Nombre de personnes: | 176   | 171     |
| Différence:          |       | -2,84 % |